# Mehmet Güven
Pour les articles homonymes, voir Güven.
Mehmet Güven, né le 30 juillet 1987 à Malatya en Turquie, est un footballeur turc qui joue actuellement au Giresunspor.

## Carrière

### En club
Mehmet Güven s'initie au football à Kanarya Azimspor équipe d'Istanbul, à l'âge de 11 ans il rejoint le centre de formation de Galatasaray SK. En 2004, à l'âge de 17 ans, il signe son premier contrat professionnel à Galatasaray. En 2006, il apparaît pour la première fois avec l'équipe première lors d'une rencontre de Coupe de Turquie face à Giresunspor, durant laquelle il remplace Hakan Şükür à la 80e minute. La même année, il fait ses premiers pas dans un match européen lors du tour préliminaire de la Ligue des champions en remplaçant Okan Buruk dans le dernier quart d'heure du match opposant Galatasaray SK à l'équipe slovaque de FK Mladá Boleslav. En 2006-2007, il dispute 10 matchs dans le championnat de Turquie, et est titularisé à six reprises. Il marque son premier but en match officiel en avril 2007, face à Sakaryaspor. En 2007-2008, Galatasaray SK remporte le championnat turc ; Mehmet Güven prend part à 12 rencontres, dont 3 en tant que titulaire. Il effectue également cinq apparitions en Coupe de Turquie et dispute deux matchs en Coupe UEFA. Mehmet fait partie des trois joueurs que le Galatasaray a vendu au Manisaspor pour s'attacher les services du gardien de but Ufuk Ceylan le dernier jour du mercato d'été 2009.

### En équipe nationale
Mehmet Güven passe par toutes les équipes de jeunes, de la sélection turque des moins de 16 ans en 2002 à la sélection espoirs en 2006. Il remporte la Coupe Méridien en 2005 avec les moins de 18 ans. Il est retenu dans l'équipe de Turquie A' en 2008 à l'occasion d'un match face à la Roumanie A'.

## Palmarès
- Champion de Turquie en 2006 et 2008 avec Galatasaray SK.

- Vainqueur de la Coupe de Turquie en 2005 avec Galatasaray SK.

- Vainqueur de la Supercoupe de Turquie en 2008 avec Galatasaray SK.